# 플렉시쿠션
플렉시쿠션(Plexicushion)은 미국 매사추세츠주에 본사를 둔 플렉시페이브(Plexipave)사에서 개발한 테니스용 하드 코트의 한 종류이다.

## 설명
플렉시페이브사의 공식 웹사이트에 따르면 플렉시쿠션에는 프리스티지, 컴피티션, 토너먼트 그리고 2000 이렇게 네 가지의 종류가 있다.
플렉시쿠션 시스템은 라텍스, 고무, 그리고 플라스틱 입자의 혼합물로 만들어진 플렉시쿠션 하층과 100% 아크릴 소재의 플렉시페이브 표면층으로 제작된다. 하층은 선수들의 발에 전달되는 충격을 흡수하고 근육의 피로를 감소시키는 역할을 한다. 그리고 플렉시페이브 표면층은 일정하고 안정적인 공의 바운드를 만들어내는 효과를 발휘하며, 색상이 오래 지속되고, 또한 코트 설치시 공의 바운드 속도를 조절할 수 있게 해준다.

## 호주 오픈
그랜드 슬램 대회 중 하나인 호주 오픈을 주최하는 오스트레일리아의 테니스 협회인 테니스 오스트레일리아(Tennis Australia)에서는 2007년 5월 30일부터 플렉시쿠션 프리스티지를 호주 오픈의 공식 코트로 사용할 것임을 발표했다. 그리하여 호주 오픈 및 호주 오픈 직전의 리드업(lead-up) 대회들들은 2008년 대회부터 플렉시쿠션을 사용하기 시작했다.

## 같이 보기
- 호주 오픈
- US 오픈